# 衛所
衛所（えいしょ）とは、十進法に基づく明朝の内地における軍事組織の制度。及びその単位。
唐の府兵制を範とする兵農一致の軍事編成で、明代軍事体制の中核をなす。
近隣諸民族の諸侯については羈縻衛を参照。

## 組織
規模の大小により、十戸所・百戸所・千戸所、五つの千戸所を統括する衛などから成る。衛は、
- 兵部属下の親軍衛
- 五軍都督府（五府）属下の京衛
- 各都指揮使司（都司）属下の外衛

の3種に分かれる。親軍衛・京衛は首都に配置、外衛が全土に配置された明朝軍隊の根幹をなす。都司は中央の五軍都督府に属し、五府は兵部の命を受けた。
- 五軍都督府（中・左・右，前・後の5軍）
  - 左都督
  - 右都督
  - 都督同知
  - 都督僉事

- 衛（千戸所×5、5600人）
  - 指揮使
  - 指揮同知
  - 指揮僉事

- 千戸所（百戸所×10、1120人）
  - 千戸
  - 副千戸

- 百戸所（総旗×2、小旗×10）
  - 百戸
    - 総旗（小旗×5を指揮、112人）
    - 小旗（10人を指揮）

## 兵士とその活動
衛所の活動形態は、戌軍による守備活動としての守城（捕盗・辺防・海防を含む）と、衛所の経済的基礎をなす屯田行為とが基本であったが、実際には、この基本的類型の衛所だけではなく、そのほかに漕運活動・班軍活動のいずれかを、あるいはその両方を担っている衛所が多かった。
衛所の軍兵は、
- 太祖起兵時の基本部隊（従軍または従征という）
- 明初削平された群雄の部隊および元の降軍（帰付または投付という）
- 罪を犯して軍におとされたもの（謫戌という）
- 民間の一家五丁あるいは三丁より一兵を徴兵したもの

などの方法で集め、軍戸として軍籍につけ、月糧・行糧などの軍餉を受けた。
なお、外衛の軍兵には、
- 屯軍（軍屯の耕作に従事する兵）
- 運軍（漕運に従事する兵）
- 戌軍（守城・巡廻に従事する兵）
- 班軍（都に交替に上って勤務する兵〈番上〉・辺境に交替で勤務する兵〈番戌〉）

などの種類があった。
結果的に、軍戸は従軍と労役、屯田して軍需物資の提供、という三役を同時にこなさねばならず、多くが疲弊し、没落を余儀なくされた。
また、戸籍からして、軍籍は民籍と分けられており、明の制度上、そこからの離脱は基本的に不可能であり、軍戸に生まれた者は殆ど例外なく永代軍戸を継ぐことが義務付けられた。次第に田畑を売りつくし、一家を挙げて逃散するものが相次ぎ、明も後期になると衛所制は衰退していった。